# Jim Mickle

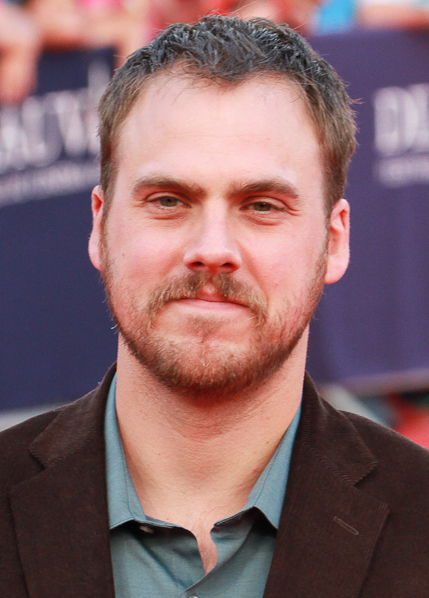
Jim Mickle (2014)

Jim Mickle (* 1979 in Pottstown, Pennsylvania) ist ein US-amerikanischer Filmregisseur, Drehbuchautor und Filmeditor.

## Filmografie
- 2006: Mulberry Street
- 2010: Vampire Nation (Stake Land)
- 2013: We Are What We Are
- 2014: Cold in July
- 2016–2018: Hap and Leonard (Fernsehserie, 6 Folgen)
- 2019: In the Shadow of the Moon
- 2021: Sweet Tooth